# Z pekla (EP)
Z pekla je EP kapely Dymytry, které obsahuje 2 nové skladby a 3 živé nahrávky starších skladeb. Album bylo vydáno v únoru 2015 při příležitosti startu prvního samostatného turné. K oběma novým skladbám byly nahrány videoklipy dostupné na YouTube kanálu skupiny. Skladba "Z pekla" je inspirována stejnojmenným filmem a popisuje činy Jacka Rozparovače.
Obě původní skladby z alba („Z pekla“, „Ne nikdy!“) vyšly v roce 2017 jako součást alba Reser.

## Seznam skladeb
| Pořadí         | Název                        | Hudba            | Text           | Extra                 | Délka |
| -------------- | ---------------------------- | ---------------- | -------------- | --------------------- | ----- |
| 1.             | Z pekla                      | Dymo, Gorgy, R2R | Protheus       | videoklip             | 6:30  |
| 2.             | Ne nikdy!                    | Dymo, Gorgy      | Protheus       | videoklip             | 4:33  |
| 3.             | Jsem nadšenej (živě)         | Gorgy            | Protheus       | Pův. album: Neonarcis | 4:26  |
| 4.             | Síť pro sociály (živě)       | R2R              | Protheus       | Pův. album: Neonarcis | 3:38  |
| 5.             | Zlatí hoši (ft. TOER) (živě) | R2R              | Protheus       | Pův. album: Homodlak  | 3:28  |
| Celková délka: | Celková délka:               | Celková délka:   | Celková délka: | Celková délka:        | 22:35 |

## Sestava
- Jan „Protheus“ Macků (zpěv)
- Jiří „Dymo“ Urban (kytara)
- Jan „Gorgy“ Görgel (kytara)
- Artur „R2R“ Michajlov (basová kytara)
- Miloš „Mildor“ Meier (bicí)